# ساكي أبيض القدم
ساكي أبيض القدم (الاسم العلمي: Pithecia albicans) (بالإنجليزية: White-footed Saki أو White Saki)‏ هو نوع من الحيوانات يتبع جنس السعدان الساكي من الفصيلة السعادين الساكية.